# Mariette Salbeth
Mariette Salbeth (Anderlecht, 5 juli 1929 – 6 december 2008) was een Belgisch kunstschilder, illustratrice en etser. Zij is ook gekend onder de namen Mariette Gassel en Mariette Gassel-Salbeth.

## Biografie
Mariette Salbeth was van Schotse afkomst. Zij studeerde aan de Koninklijke Academie voor Schone Kunsten in Brussel en vervolgens aan het Nationaal Hoger Instituut voor Architectuur en Sierkunsten in Ter Kameren, waar ze een leerling was van Paul Delvaux. Na haar studies werd ze lerares artistiek en wetenschappelijk tekenen aan het atheneum Théo Lambert in Brussel. Ze was meer dan 30 jaar lerares.
Tot in de jaren zeventig signeerde ze haar werk met de naam Mariette Gassel, waarbij ze de achternaam van haar echtgenoot gebruikte, de etnoloog Ita Gassel, die enkele boeken heeft geschreven. Ze hadden drie dochters, Marianne, de schrijfster Nathalie Gassel en Anne.
In haar werken schommelt Mariette Salbeth voortdurend van figuratief naar abstract en van realiteit naar droom. Ze heeft een verrassend rijk en gevarieerd repertoire nagelaten, waarbij finesse contrasteert met kracht. Haar gevoeligheid zorgde ervoor dat ze open stond voor Japanse invloeden.
Mariette Salbeth illustreerde boeken zoals "Tarot Images" (voorafgegaan door een tekst van Thomas Owen) in 1987,"Éloge au Nihilisme fondamental" van haar dochter Nathalie Gassel in 1983 en Poèmes van Ita Gassel, haar echtgenoot, in 2007.
In het boek "Ardeur et vacuité" geschreven door haar dochter Nathalie Gassel in 2012, die over de moeder-dochter-relatie in een non-binaire omgeving gaat, speelt ze een hoofdrol. Mariette Salbeth was nooit een huisvrouw. Ze verdiende haar brood, zorgde voor het gezin, inclusief haar man tot de scheiding. Ze had echter complexen over het feit dat ze niet beantwoordde aan het stereotiepe beeld van een vrouw uit die tijd. Zij wilde dit vermijden bij haar non-binaire dochter door haar tot een strikt vrouwelijk persoon, in overeenstemming met de enge context van die tijd, op te voeden. Hiervoor wilde ze o.a.dat de dochter na de echtscheiding bij de vader zou wonen. Achteraf is het wederzijds begrip gegroeid en is er een zeer sterke moeder-dochterband ontstaan, sterk beïnvloed door de artistieke kwaliteiten van de moeder.

## Persoonlijke tentoonstellingen
- Galerij "Roots" in Brussel, 1965
- Galerij "Le Creuset" in Brussel, 1966
- Galerij "Tamara Pfeiffer" in Brussel, 1968, 1970, 1981 en 1983
- Galerij "Presences" in Knokke Zoute, 1968

- Système universitaire de documentation: 126301441
- Virtual International Authority File: 209062780